# Shipley (West Yorkshire)
Shipley – miasto położone w hrabstwie West Yorkshire nad rzeką Aire i Kanałem Leeds-Liverpool, na północ od Bradford i północny zachód od Leeds.